# Хиллегоризм

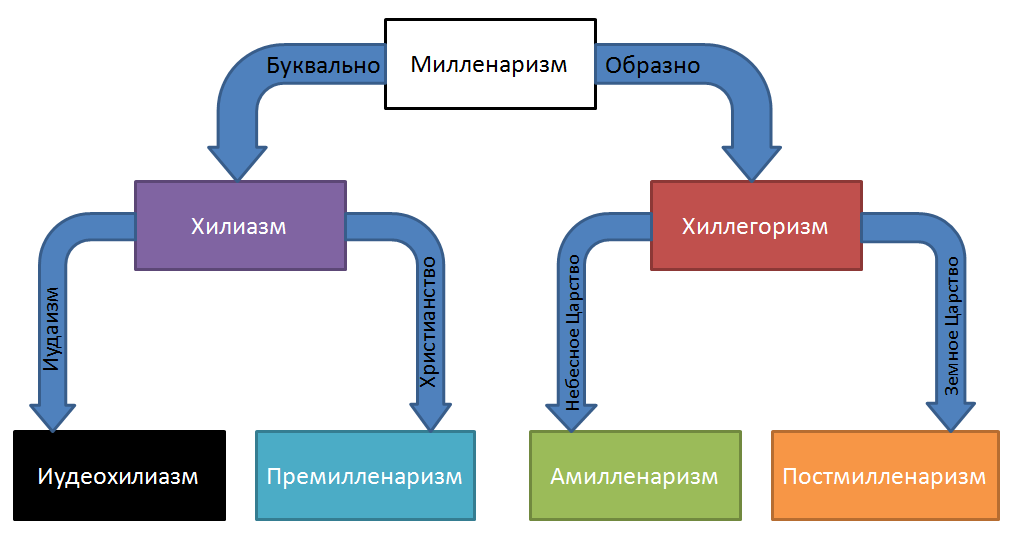
Милленаризм и его разновидности

Хиллегоризм (от греч. χιλιας – тысяча; и αλληγορία – иносказание) – учение, в основе которого лежит переносное толкование пророчества Откр. 20:1—4 о тысячелетнем периоде царствования праведников со Христом.
Хиллегоризм - это милленарное учение, противоположное Хилиазму.
Хилиазм (от греч. χιλιας – тысяча) – учение, в основе которого лежит буквальное толкование пророчества Откр 20:1-4 о тысячелетнем периоде царствования праведников со Христом.
Хиллегоризм не имеет единой концепции, общепринятой большинством сторонников этого учения, поэтому составление краткого изложения доктрины хиллегоризма представляется весьма затруднительным. Для понимания многообразия хиллегорических подходов наиболее рациональным будет рассмотрение классификации хиллегоризма в его основных направлениях.
Разновидностями хиллегоризма являются: Постмилленаризм и Амилленаризм.
Постмилленаризм или Постмиллениализм (от лат. mille – тысяча; префикс «пост» – после) – хиллегорическое учение, согласно которому Второе пришествие Христа состоится после тысячелетнего периода царствования праведников, либо уже наступившего, либо ожидаемого в будущем. Как правило, постмилленаризм подразумевает под тысячелетним периодом не ровно 1000 лет, но некий конечный протяженный период времени.
Амилленаризм или Амиллениализм (от лат. mille – тысяча; префикс «а» – отрицание) – хиллегорическое учение, согласно которому тысячелетнего периода царствования праведников на Земле не будет. Под образом тысячелетия амилленаристы понимают либо временное блаженство душ умерших на небесах до всеобщего воскресения, либо бесконечное блаженство праведников после всеобщего воскресения.
Некоторые исследователи не видят принципиальной разницы между постмилленаризмом и амилленаризмом, т.е. придерживаются хиллегоризма.